# Peroral

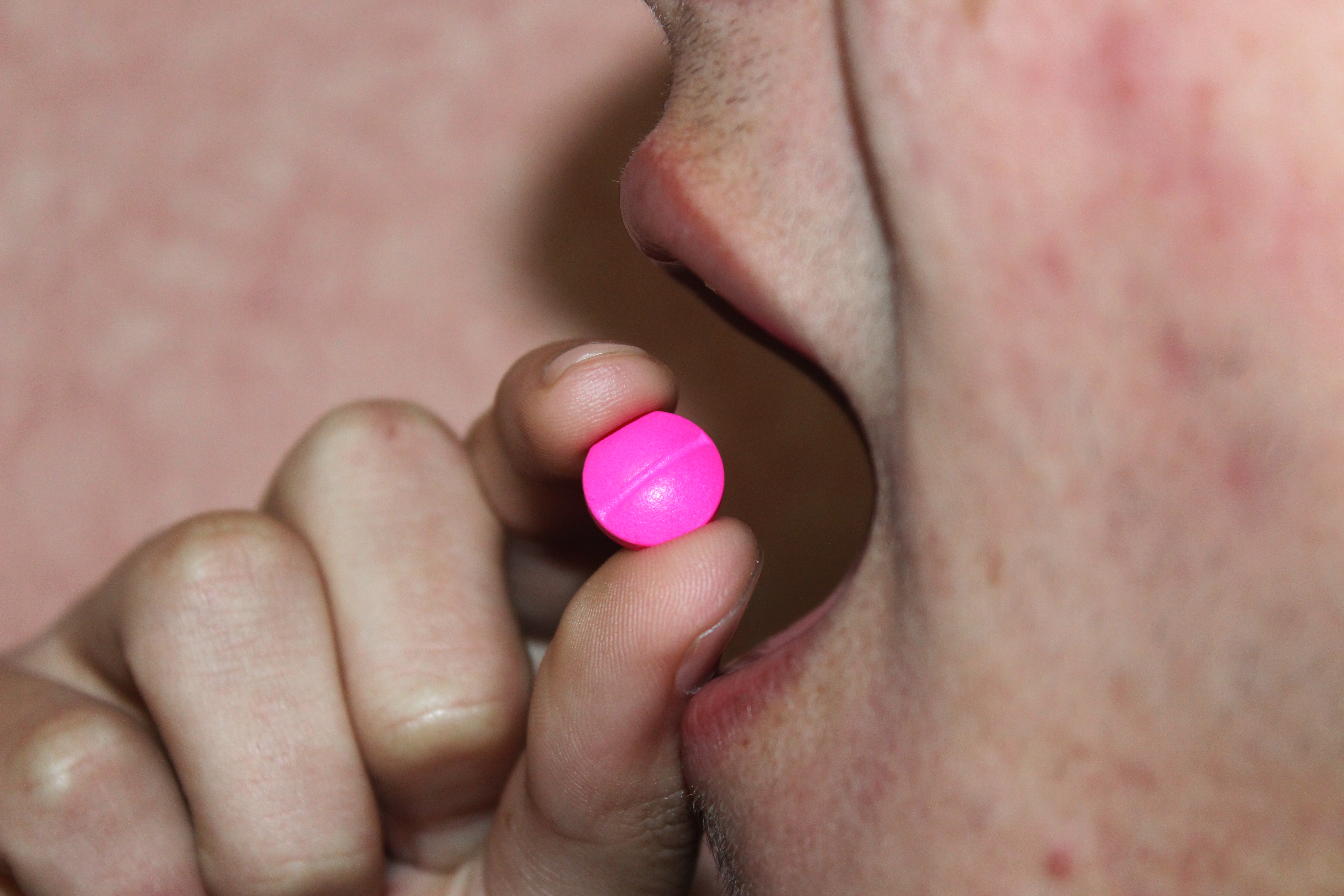
Tablett som tas peroralt.

Peroral (latin: per, "genom", os (genitiv: oris), "mun") betyder intag av ämne via munnen. Ofta brukas benämningen per os (p.o., latin: singularis ackusativ) som har samma betydelse och användningsområde.
I regel rör det sig om läkemedel, berusningsmedel (även illegala) eller gifter. Läkemedel intas genom munnen till exempel, som tablett eller mixtur och i regel sväljs. Näring via magsond räknas också som peroral liksom läkemedel som tas upp i munnen, som under tungan (sublingualt), under läppen (sublabialt) samt mellan kinden och tandköttet (buckalt).
Andra sätt att tillföra läkemedel är parenteralt som injektion/infusion intravenöst, subkutant eller intramuskulärt, i ändtarmen rektalt som stolpiller eller transdermalt genom huden som salvor, krämer, emulsion eller plåster.

## Perorala läkemedelsformer
- Brustabletter
- Depottabletter, depotkapslar och depotgranulat
- Droppar
- Enterotabletter eller enterokapslar
- Kapslar
- Mixturer
- Munlösliga tabletter
- Resoribletter
- Tabletter
- Tuggtabletter